# La Siria
La Siria är en ort i Mexiko.   Den ligger i kommunen Ocosingo och delstaten Chiapas, i den sydöstra delen av landet, 800 km öster om huvudstaden Mexico City. La Siria ligger 415 meter över havet och antalet invånare är 377.
Terrängen runt La Siria är huvudsakligen kuperad, men norrut är den platt. Runt La Siria är det ganska glesbefolkat, med 31 invånare per kvadratkilometer. Närmaste större samhälle är Cristóbal Colón, 6,8 km öster om La Siria. I omgivningarna runt La Siria växer i huvudsak städsegrön lövskog.